# BT-43
BT-43是芬兰在二战时研发的一种突击坦克，它在原有的BT-42基础上换了一门威力更佳强悍的150毫米野战榴弹炮，它的存在是为了代替BT-42穿深低的缺点。
它采用的是BT-7的车身，此车为了能装下更多的弹药所以没有炮塔。此车的常备弹药量是8发。并能击穿20毫米垂直装甲。最终未能实现量产的原因是因为芬兰高层发现这种大口径榴弹炮的穿深过低，无法击穿苏联的中型甚至轻型坦克。